# Egyptské dynastie
Egyptské dynastie označují v egyptologii nejen určitý panovnický rod starověkého Egypta ve smyslu dynastie, ale také určitý úsek jeho dějin. Přestože ne vždy tento úsek zcela přesně odpovídá období vlády rodu, jehož pořadové číslo nese, je systém dynastií v egyptologii využíván jako praktický nástroj pro datování s ohledem na nejistotu absolutní chronologie.
Rozdělení staroegyptských králů do dynastií, které je v prakticky nezměněné podobě používáno i v současnosti, provedl ve 3. století př. n. l. kněz a dějepisec Manehto. Ačkoli takový způsob rozčlenění vládců není před Manehtem přímo doložen, je nepochybné, že navazuje na mnohem starší egyptskou tradici. Uspořádání jednotlivých dynastií do vyšších chronologických celků (tzv. Archaická doba, Stará, Střední a Nová říše, Pozdní doba a mezi ně řazená mezidobí) ovšem ve starověku nebylo používáno a je spojeno teprve se vznikem egyptologie jako vědního oboru.
Tím, že egyptské dynastie nejsou členěné přísně podle rodové příslušnosti, mohou být v jedné dynastii panovníci, kteří spolu nejsou příbuzní (např. Haremheb z 18. dynastie), nebo naopak panovníci z různých dynastií spolu mohou být v přímém příbuzenském vztahu (např. Kamose, poslední panovník 17. dynastie, a jeho bratr Ahmose I., první panovník 18. dynastie).

## Manehto a jeho členění
Manehto ve svém doposud nenalezeném třísvazkovém spisu Αιγυπτιακά ´υπομνήματα – Egyptské pamětihodnosti, který je znám pouze ve výpiscích pozdějších autorů, rozdělil egyptské panovníky na celkem 30 dynastií. Ty zahrnují období od počátku egyptských dějin (přibližně kolem roku 3100 př. n. l.) až do roku 343 př. n. l., kdy perský velkokrál Artaxerxés III. porazil faraona Nachthareheba a opětovně připojil Egypt jako satrapii ke své říši. Krátké následující období tzv. druhé perské nadvlády trvající do roku 332 př. n. l., kdy Egypt ovládl Alexandr Makedonský, pozdější historici dodatečně označili jako 31. dynastii, v egyptologii to nicméně není bezvýhradně akceptováno.
Před Manehtem není jím zvolený způsob členění panovníků přímo doložen a není pochyb o tom, že jeho autorem je on sám; z řady náznaků původních pramenů (zejména v tzv. královských seznamech) lze ale dovodit, že obdobnou chronologickou metodu uspořádávání jednotlivých vlád do delších časových úseků Egypťané mohli používat. Např. Turínský královský papyrus člení vlády na delší úseky prostřednictvím součtů let určité skupiny panovníků (kupříkladu velký součet po králích 8. dynastie), přehozené pořadí v Sakkárském královském seznamu může svědčit o chybě opisovače pracujícího s předlohou, která už krále třídila do uzavřených skupin.

### Kritéria členění
Podle jakých kritérií Manehto dynastie vytvořil, není zcela v úplnosti známo. Vedle příbuznosti jednotlivých králů, jíž si v mnoha případech ani nemusel být vědom a která, jak se zdá, nebyla o mnoho důležitější než hlediska jiná, to bylo shodné sídelní město po sobě následujících panovníků – tak byl už ve starší době prokazatelně vytvořen např. výše zmíněný předěl mezi panovníky 8. dynastie, jimiž končí dlouhá linie králů vládnoucích z Mennoferu, a jejich následovníky z 9. dynastie a 10. dynastie z Nenisutu, a snad i rozčlenění 28. (s jediným panovníkem), 29. a 30. dynastie, která každá vládla z jiného sídla.
V jiných případech jsou důvody předělu méně jasné. První panovník 4. dynastie Snofru byl zcela jistě synem manželky posledního panovníka 3. dynastie Huneje královny Meresanch I. (a tedy pravděpodobně i synem Hunejovým), a Džoser, jehož Manehto považuje za zakladatele 3. dynastie (dříve byl egyptology pokládán za jejího až druhého člena, teprve nedávné výzkumy prokázaly, že se Manehto nemýlil), byl synem posledního krále 2. dynastie Chasechemueje a jeho manželky Nimaathap. Badatelé v těchto případech dovozují, že důvodem pro dynastická rozdělení byly významné architektonické změny, které ve starověkém Egyptě pravděpodobně vždy určitým způsobem souvisely se změnami ideologickými: Džoser je stavebníkem vůbec první královské hrobky v podobě pyramidového komplexu (se stupňovitou pyramidou), zatímco v době Snofruově byl poprvé použit tvar pravé pyramidy. I v těchto případech ovšem Manehto dost možná navazuje na starší tradici: například na Turínském královském papyru je Džoserovo jméno zapsáno červeným inkoustem, čímž je nepopiratelně odlišeno od jmen ostatních králů; snad dobu jeho vlády nejpozději Egypťané 19. dynastie považovali za pamětihodný přelom.

### Řecko-římské dynastie
Ačkoliv mnozí odborníci řadu egyptských dynastií ukončují právě 30. dynastií (a i Manehto, tvůrce dynastického členění, končil touto dynastií), přesto však ještě řada panovníků Egypta pokračovala i dál. Po opětovném dobytí Egypta a nastolení druhé perské nadvlády jsou panovníci tohoto období někdy označováni jako panovníci 31. dynastie, třebaže toto jejich označení není všemi přijímáno. Po osvobození od perské nadvlády získal titul faraona Alexandr Makedonský, který byl zakladatelem dynastie makedonské, ta však na egyptském trůně nezůstala dlouho, neboť sám Alexandr umírá velmi mlád a po něm se jím vybudovaná říše rozpadá na samostatné státy pod vládou původně jen správců daných území.
V Egyptě se správcem a regentem makedonské dynastie stal Ptolemaios, který však nakonec (podobně jako i ostatní diadochové) převzal plnou moc do svých rukou a založil tak dynastii ptolemaiovskou (ve starší literatuře též označováni jako Lágovci). Makedonská dynastie se fakticky sestávala jen z jednoho panovníka, který se v zemi dlouho nezdržel a vrátil se do ní až po smrti, a proto bývá někdy zařazen k Ptolemaiovcům a společně nazýváni jako Makedonsko-ptolemaiovská dynastie (Ptolemaiovci také byli původem z Makedonie), přiřazeni k Manehtovu systému dynastií.
Po Ptolemaiovcích pak převzali vládu nad Egyptem až římští císaři v roce 30 př. n. l. Ti však již nejsou počítáni mezi egyptské dynastie ani v tomto prodlouženém dynastickém pojetí dějin. Zánikem ptolemaiovské dynastie zároveň končí dějiny suverénního starověkého egyptského státního útvaru a až do konce starověku již existoval jen jako součást římské a později východořímské říše.

## Vládci ve středověku a novověku
Bitvou u Actia se Egypt stal pouhou součástí Impéria a jako součást větších státních celků zůstal až do 20. století. Roku 395 n. l., když bylo Impérium rozdělené na dvě samostatné říše, západořímskou a východořímskou, připadl Egypt pod správu východořímské říše, která pak byla v pozdějších obdobích zvána jako říše Byzantská. V roli vládců Egypta tak tedy na řadu římských císařů navázala řada východořímských císařů.
Roku 640 však byl Egypt dobyt rodící se říší arabskou, čímž byla ukončena definitivně kontrola Římanů nad Egyptem. Nicméně ten byl opět součástí větší říše a vládly mu dynastie vládnoucí arabské říši a jejím nástupnickým státům. Nad Egyptem se postupně vystřídala jako vládnoucí dynastie Umajjovci, Abbásovci, Fátimovci a Ajjúbovci. Po nich převzali moc nad Egyptem roku 1250 Mamlúci, do té doby pouze vojáci sloužící jiným, kteří Egypt spravovali až do konce středověku.
V novověku se Egypt stal součástí nové v té době vznikající říše, osmanské, a Egypt tedy spadal pod nadvládu tureckých sultánů. Roku 1850 se však stal vládcem Egypta Muhammad Alí Paša, který ale vládl pod nadvládou Osmanů jako místokrál a jeho potomci si pak dědičně udrželi nadvládu nad touto zemí v rámci této již slábnoucí říše.
Po první světové válce se Egypt snažil získat v poválečném uspořádání světa samostatnost a roku 1922 vyhlásil nezávislost. Dynastie založená Muhammadem Alím vládla dál tomuto po téměř dvou tisících letech opět samostatnému Egyptskému království. Po druhé světové válce se však začala prohlubovat vnitropolitická krize, která nakonec skončila svržením monarchie a nastolením republiky roku 1953. Od té doby jsou vládci Egypta prezidenti a jejich vlády.